# Kadlín
Kadlín település Csehországban, a Mělníki járásban. Kadlín Stránka, Boreč, Velké Všelisy és Chorušice településekkel határos. Lakosainak száma 145 fő (2024. január 1.).

## Népesség
A település lakosságának változását az alábbi diagram mutatja:
| Lakosok száma | 316  | 387  | 447  | 276  | 211  | 131  | 152  | 151  | 138  | 145  |
|               | 1869 | 1890 | 1921 | 1950 | 1980 | 2001 | 2017 | 2019 | 2022 | 2024 |